# Джавадов, Имран Аяз Оглы
Имран Аяз Оглы Джавадов (род. 3 июня 1994) — российский самбист, чемпион (2013, 2014) и бронзовый призёр (2017) чемпионатов России, чемпион (2013) и серебряный призёр (2012) чемпионатов мира по боевому самбо, мастер спорта России. Выступает в весовой категории до 62 кг. Его наставниками являются М. О. Купцов и А. М. Малашкин. На чемпионате мира 2012 года в Минске завоевал серебряную медаль, уступив в финале представителю Литвы Сергею Гречихо. На следующем чемпионате в Санкт-Петербурге Джавадов стал чемпионом мира, одолев в финале украинца Игоря Северина.

## Спортивные достижения
- Чемпионат России по боевому самбо 2013 года — ;
- Чемпионат России по боевому самбо 2014 года — ;
- Чемпионат России по боевому самбо 2017 года — ;
- Чемпионат России по самбо 2022 года — ;
- Кубок России по самбо 2023 года — ;